# ميليتش يوفانوفيتش
ميليتش يوفانوفيتش (بالصربية: Милић Јовановић)‏ هو لاعب كرة قدم ومدرب كرة قدم صربي في مركز حراسة المرمى، ولد في 10 فبراير 1966 في بلغراد في صربيا. لعب مع النجم الأحمر بلغراد ونابريداك كروشيفاتس ونادي موغرن وناسيونال ماديرا.

## وصلات خارجية
- ميليتش يوفانوفيتش على موقع قاعدة بيانات كرة القدم.إي يو (الإنجليزية)